# جورج نوبل (سياسي)
جورج نوبل (بالإنجليزية: George Noble)‏ هو سباك وسياسي أسترالي، ولد في 3 فبراير 1891 في أستراليا، وتوفي في 9 يوليو 1949 في نفس البلد. حزبياً، نشط في حزب العمال الأسترالي. وقد انتخب عضو الجمعية التشريعية نيو ساوث ويلز.